# Фаріон Ірина Дмитрівна
Іри́на Дми́трівна Фаріо́н (29 квітня 1964, Львів — 19 липня 2024, Львів) — українська мовознавиця, освітянка, політична та громадська діячка, мовна активістка, публіцистка та блогерка. Доктор філологічних наук, професор, народний депутат України VII скл. (2012—2014), голова підкомітету з питань вищої освіти Комітету ВРУ з питань науки і освіти (2013). Член Політради ВО «Свобода» (2005—2024).

## Життєпис

### Ранні роки
Народилася 29 квітня 1964 року у Львові в родині службовців. Батько працював на заводі, мати — бібліотекаркою у Львівській обласній бібліотеці для юнацтва.
Ірина у 1971—1981 роках навчалася у Львівській середній школі № 75 імені Лесі Українки. Одразу по закінченню школи рік працювала бібліотекаркою Обласної бібліотеки для юнацтва імені 40-річчя ВЛКСМ (тепер Львівська обласна бібліотека для юнацтва імені Романа Іваничука).
Протягом 1982—1987 років навчалася на філологічному факультеті (за спеціальністю українська філологія) ЛНУ ім. Франка, який закінчила з відзнакою, внесена до книги «Трудової слави університету». У період з 1986 по 1991 роки — лаборантка катедри загального мовознавства Львівського державного університету імені Івана Франка і керівниця Центру україністики на катедрі фольклористики імені академіка Філарета Колесси.

### Викладацька та наукова діяльність
У 1990—1995 роки Ірина Фаріон погодинно працювала викладачкою на катедрі мов Львівського державного інституту прикладного мистецтва (нині — Львівська національна академія мистецтв), де читала курси української мови як іноземної, культури мови, української літератури (від XI до XX ст.)
У 1996 році захистила кандидатську дисертацію на тему «Антропонімійна система Верхньої Наддністрянщини кінця XVIII — поч. XIX ст. (прізвищеві назви)» (науковий керівник — професор Михайло Худаш) і здобула ступінь кандидата філологічних наук.
У 1998 році започаткувала зі студентами Інституту архітектури національного університету «Львівська політехніка» проєкт політичного плаката й малюнка «Мова — твого життя основа», що тривав 10 років (1998—2008), як вислід видано чотири добірки мовних плакатів: «Мова — твого життя основа» (2001), «Я на сторожі коло їх поставлю Слово» (2002), «Мова — краса і сила» (2007), «Слово — меч духовний» (2012). Один з плакатів («Не знаєш! Не розумієш! Не шануєш!») став формальним приводом намагань проросійських сил Львова відкрити кримінальну справу у 2003 році за начебто розпалювання Фаріон міжнаціональної ворожнечі. На підтримку викладачки організували пресконференцію, на віче у Львові були зібрані підписи на підтримку — підписалися всі ректори. У підсумку справу не відкрито.
Упродовж 1998—2004 років очолювала мовну комісію «Просвіти» Національного університету «Львівська політехніка», була членкинею наглядової ради Міжнародного конкурсу знавців української мови імені Петра Яцика, від 1998 року — ініціаторка та організаторка щорічного мовно-мистецького конкурсу серед студентів та учнів «Мова — твого життя основа». У 2004 році стала лавреаткою Літературної та патріотично-виховної премії імені Олекси Гірника.
У 2011 році з метою популяризації української книжки започаткувала проєкт «Від книги до мети» (2011—2019).
15 вересня 2015 року захистила докторську дисертацію на тему «Суспільний статус староукраїнської (руської) мови у XIV—XVII ст.» (науковий консультант член-кореспондент НАН України, професор Василь Німчук).
Від 1 вересня 1991 до 15 листопада 2023 — викладачка, доцент, доктор філологічних наук, професор катедри української мови Національного університету «Львівська політехніка».
Після висловлювань Фаріон у бік українських військових громадська організація «Українські студенти за свободу» 14 листопада 2023 року провела акцію протесту, до якої доєдналася незалежна студентська профспілка «Пряма дія» на території Національного університету «Львівська політехніка» з вимогою до керівництва навчального закладу звільнити Фаріон з викладацької посади. Була звільнена з посади професора Львівської політехніки вже наступного дня, 15 листопада, на основі порушення ст. 41 Кодексу законів про працю (вчинення працівником, який виконує виховні функції, аморального проступку). Проти звільнення виступили катедра обчислювальної математики та програмування (проте допис про це згодом видалили зі сторінки кафедри у Facebook) й катедра української мови та літератури. Працівники останньої також узяли участь у мітингу на захист мовознавиці 20 листопада. Свою підтримку також висловив третій Президент України Віктор Ющенко. Позиція Фаріон стоїть на рішучому захисті української мови в лавах ЗСУ відповідно до статті 13: «У ЗСУ мовою службової діяльності, діловодства та документації є державна мова». Фаріон подала позов до суду щодо скасування звільнення. 7 грудня 2023 року Галицький суд Львова прийняв позов від Ірини Фаріон про визнання незаконним та скасування наказу про звільнення з Національного університету «Львівська політехніка».
29 травня 2024 року Львівський апеляційний суд постановив поновити Фаріон на посаді професора кафедри української мови Інституту гуманітарних та соціальних наук Львівської політехніки та виплатити їй заробітну плату за період прогулу — 124 тис. грн.
За життя заявляла про майже готовість збірки власних сентенцій «Орлиці не сповідаються перед гієнами», укладеної Галиною Мазуркевич, та підручника у співавторстві з Оксаною Микитюк «Мова і мовознавці» й плани на майбутнє написати щонайменше три монографії. 27 травня 2024 року оголосила працю над великою історичною розвідкою про українські імена по батькові та намір перевидати свою монографію про українські прізвища. 6 червня Фаріон повідомила про плани зробити соціолінгвальну розвідку про родину Шухевичів на основі книги Степана Шухевича «Моє життя. Спогади» (1991).

### Комуністична партія

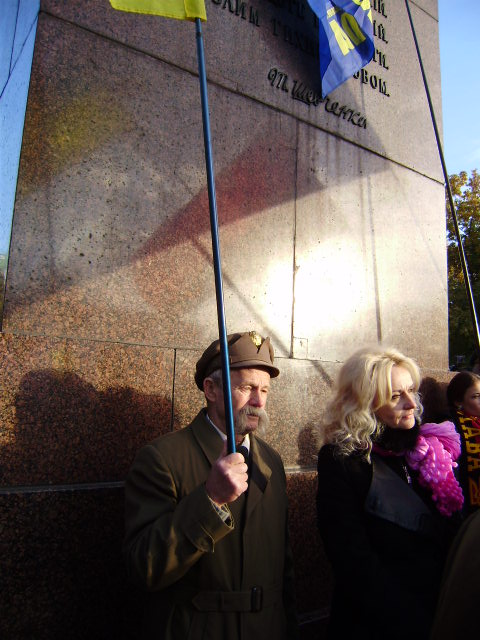
Ірина Фаріон (2012)

З березня 1987 року Ірина Фаріон стала кандидаткою у члени, з квітня 1988 до 1989 — членом КПРС.
У характеристиці-рекомендації, яка згодом стала підставою для набуття статусу кандидата в члени КПРС, сказано, що Фаріон, бувши членом факультетського клубу інтернаціональної дружби, неодноразово проводила бесіди з іноземними студентами з метою кращого вивчення ними російської мови. Там само йшлося про те, що вона була членом ВЛКСМ із вересня 1978 року. Цю рекомендацію надано 10 березня 1987 року. Зі свого боку, Фаріон заперечила це у своєму блозі: «[…] Якщо такі характеристики в цей час комуністичні зверхники на когось і писали, то під копірку і без жодного відома адресатів».
Хвиля інтересу до партійності Фаріон з'являється 2013 року, коли головний редактор газети «Правдошукач» Юрій Шеляженко звернувся до Державного архіву Львівської області за документами щодо членства Ірини Фаріон в КПРС та подальшої їх публікації. На запитання журналістів про коментар з цього приводу Фаріон відповіла: «Сміялася їм в очі. Ніяк. Орлиці не сповідаються перед гієнами».
Проти удавання люстрації[прояснити: ком.] виступила письменниця, ативістка й публічна інтелектуалка Оксана Забужко, яка зауважила: «А комуністами були, перепрошую, мільйони людей. Тому давайте не плутати так звану внутрішню партію, за Орвеллом кажучи, і зовнішню партію, тобто мільйони людей, які платили внески, і партноменклатуру. Це абсолютно різні речі, і це називається створити димову завісу». Фаріон неодноразово заявляла, що вступала в партію з метою кар'єрного зростання і руйнування її зсередини.
Ірина Фаріон своє членство пояснювала наступним чином: «У 1988 році виключно за мотивами наукового кар'єрного зростання я вступила в це лайно… Вийшла в 1989 році після дуже серйозних конфліктів на катедрі, які ґрунтувалися на тому, що я організувала товариство української мови, організувала газету, присвячену Василеві Стусу». За словами Фаріон, після цього конфлікту вона пішла в декретну відпустку, а коли вийшла з неї, то «кинула партквиток в писок секретарю парторганізації» і жодних дій в партії не виконувала.
У статті «Мій будівничий» спогадів про університетського професора «Теофіль Комаринець: людина, вчений, політик. Спогади» (Львів, 1999) Ірина Фаріон зазначає: «…саме з ініціативи Теофіля Івановича мене почали залучати до факультетської парторганізації, яка завжди була для мене грою. „Для чого це мені“, — на що Теофіль Іванович, посміхаючись, своїм внутрішнім, глибинним, упевненим голосом, відповів: „Щоби підривати їх ізсередини“. Це переконало мене».

### Політична діяльність
Від 2005 року Ірина Фаріон входила до ВО «Свобода». Станом на квітень 2006-го — кандидатка у народні депутати України від ВО «Свобода» (№ 3 в списку). На час виборів — доцент катедри української мови Львівської політехніки, член ВО «Свобода». Вересень 2007 — кандидатка у народні депутати України від ВО «Свобода» (№ 3 в списку).
На виборах до Львівської обласної ради 2006 року обрана депутатом Львівської обласної ради. Перемогла на виборах до Львівської обласної ради 2010 у мажоритарному окрузі міста Львова, здобувши найвищий результат підтримки серед усіх мажоритарників Львівщини — 33 %.
18 травня 2010 року на сесії Львівської обласної ради звернулася до освітян, студентів, школярів та їх батьків із закликом «бойкотувати та не приймати освітніх колоніальних починань прокремлівської влади; берегти духовну основу української незалежности — мову як спосіб мислення нації та історію як її свідомість та пам'ять; активно здійснювати національне виховання; повсякчас найрізноманітнішими формами та методами демонструвати свою українськість».
Звернулася із відкритим листом до новообраного Президента України Віктора Януковича з приводу загроз державному статусові української мови (15 лютого 2010), до Верховної Ради України (22 лютого 2010).
На сесії Львівської облради 22 лютого 2011 року виступила з проєктом рішення вимоги відставки міністра освіти, науки, молоді та спорту Дмитра Табачника, який, на її думку, «фатально помилився з місцем проживання і свого історичного буття». Від імені трьох голів обласних рад — Львівської, Тернопільської, Івано-Франківської — звернення надіслано Президентові України. Згодом Табачник був звинувачений у державній зраді і позбавлений українського громадянства.
Активно виступала проти Закону України «Про засади державної мовної політики», відомий як «Закон Ківалова-Колесніченка». Добивалась скасування його окремим законом України, а пізніше рішенням Конституційного Суду України.
З 12 грудня 2012 по 27 листопада 2014 р. — депутат Верховної Ради України від Всеукраїнського об'єднання «Свобода», голова підкомітету з питань вищої освіти комітету Верховної Ради України з питань науки і освіти (від 24.01.2013 р.), перша заступниця голови комітету з питань науки і освіти (від 16.07.2014).
У 2019 році критикувала Закон України «Про забезпечення функціонування української мови як державної» у поданому Княжицьким варіанті (5670-д), вважаючи його надто м'яким:
«Вони збираються голосувати за полегшений „закон Ківалова-Колесніченка“. Мета його сформульована у програмі президента Петра Порошенка: зберегти мовний статус-кво, тобто те, що ми маємо сьогодні: непріоритетність української мови… Я нещодавно прочитала, що, виявляється, перед ухваленням цього закону мій земляк Колічка Княжицький зустрічався з послами країн ЄС, з генсеком НАТО та очільником Ради Європи. Вони що, ідіоти? Для того, щоб ухвалити, якою мовою у себе в державі говорити, вони мають спілкуватися з чужинцями?»
Була противницею законопроєкту «Про застосування англійської мови в Україні», вважаючи, що він сприятиме англіїзації та деукраїнізації освіти, культури та українського суспільства загалом, і що головними захисниками цього процесу стануть російськомовні. Не раз висловлювалася проти розширення сфери використання англійської мови в Україні й до розробки законопроєкту.
Незадовго до загибелі Ірина Фаріон придбала 11 FPV-дронів для військовослужбовців Збройних Сил України за майже сто тисяч гривень, які їй відшкодувала Львівська політехніка, та почала збір на дрони для ЗСУ, про який 18 липня 2024 року оголосила в останньому прижиттєвому відео на своєму Ютуб-каналі «Iryna Farion».

### Медійна присутність
У медійному просторі Ірина Фаріон заснувала телевізійний культурологічний проєкт «Велич особистості» (2013—2019) на парламентському телеканалі «Рада» з метою популяризації знань про знакові постаті української історії, культури, політики — за період проєкту створено 160 програм. З метою висвітлення життя видатних українців заснувала й стала авторкою телевізійного проєкту «Ген українців» (2019—2024) на львівському телеканалі «НТА».
Від 2013 року — блогерка на порталі «Українська правда». Створила два авторські YouTube-канали (Iryna Farion та Студія Фаріон), де вела проєкти «ПротиАнглізм», «ПолітОгляд» та «Курси з культури української мови». Опублікувала понад 200 публікацій публіцистичного характеру в різних джерелах.
Останній допис у соцмережах, зроблений за 3 години до вбивства, анонсував наступний епізод «Гену українців», присвячений генерал-хорунжому УПА Іванові Трейку. Випуск записано разом з іншими двома невиданими за життя епізодами: про письменницю й освітянку Христину Алчевську та анархіста Нестора Махна.

### Вбивство
Увечері 19 липня 2024 року у Львові на вул. Томаша Масарика на Фаріон скоєно напад із застосуванням вогнепальної зброї. Її в критичному стані доправили до лікарні святого Пантелеймона. Після операції вона впала в кому, а тієї ж ночі Ірина Фаріон померла у віці 60 років.
Незабаром Нацполіція оголосила на Львівщині план перехоплення.
Слідство розглядало кілька версій. 25 липня у Дніпрі КОРД затримав 18-річного підозрюваного В'ячеслава Зінченка. Йому обрали запобіжний захід на два місяці без застави. Підозрюваний не визнав провини. У грудні 2024 року слідство перекваліфікувало справу на умисне вбивстві у зв'язку з виконанням особою громадського обов'язку з мотивів національної нетерпимості, та у незаконному поводженні зі зброєю.

### Поховання
21 липня 2024 року відбувся парастас у Львівському гарнізонному храмі Святих апостолів Петра і Павла. Наступного дня спочила на центральній алеї Личаківського кладовища (поле № 22). Процес поховання зібрав близько 5000 людей.

## Родина
- Батько — Дмитро Іванович Фаріон[9] (4 листопада 1922, село Соколя Мостиського повіту — 2004), працював сантехніком на Львівському заводі газової апаратури.
- Мати — Ярослава Степанівна Фаріон (до шлюбу Сліпець, 27 лютого 1927, Бусовисько — 5 червня 2019, Львів)[82], працювала вчителькою у селі Лінина Старосамбірського району Львівської області, згодом понад 40 років — завідувачкою читального залу і відділу комплектування у Львівській обласній юнацькій бібліотеці[9].
- Донька — Софія Семчишин (нар. 18 серпня 1989)[9][83] (після одруження під дівочим прізвищем[84][85]).
- Зять — Василь Особа (24 травня 1989 — 6 жовтня 2024), чоловік Софії Семчишин, військовослужбовець батальйону «Сила Свободи» бригади швидкого реагування НГУ «Рубіж». Загинув під час російського вторгнення в Україну у бою на Сіверському напрямку[86][87]. 12 жовтня 2024 року похований у Львові на Полі почесних поховань № 86-А Личаківського цвинтаря[88].

## Конфлікти

### Інцидент у дитячому садку
В рамках акції «Утверджуймо державну мову!» Ірина Фаріон 19 лютого 2010 року провела заняття, присвячене проблемі національної ідентичности, у дитячому садочку № 67 міста Львова. Під час заняття засудила зросійщення форм українських імен на кшталт «Міша» та «Ліза»: «Ніколи не називайте Марічку „Маша“, бо Маша — форма не наша. Нехай їде туди, де Маші живуть. У нас вона повинна бути Марічкою». Відео з цього заходу отримало поширення та спричинило резонанс у ЗМІ, російська пропаганда заявила, що «українські націоналісти забороняють дітям „москальські“ імена».
Загалом заява викликала полярні відгуки. Зокрема, народний депутат від «Партії регіонів» Вадим Колесніченко звернувся до Генерального прокурора України з проханням притягнути Ірину Фаріон до кримінальної відповідальности за статтею 161 Кримінального кодексу України (щодо дискримінації дітей за мовною та національною ознакою), проте через кілька років сам став фігурантом кримінальної справи, від якої переховувався в окупованому Севастополі. Виступ Ірини Фаріон також засудила Українська народна партія, натомість, на захист однопартійця виступив голова партії «Свобода» Олег Тягнибок.

### Звинувачення ZIK
2013 року телеканал ZIK вимагав вибачень від керівництва ВО «Свобода» за висловлені Іриною Фаріон звинувачення у маніпуляціях і очорненні опозиції через «маленьких дроздових». За словами самого Остапа Дроздова, із часом їхні взаємини покращилися.

### Конфлікт із Гордоном
У листопаді 2017 року в прямому етері телеканалу «112» виник конфлікт із журналістом Дмитром Гордоном щодо української мови та особи Степана Бандери. Гордон звинуватив Фаріон у співпраці з ФСБ Росії, і зажадав поліграф-тестування. Ірина Фаріон зажадала від Гордона «попросити пробачення у Степана Бандери і всіх бандерівців за те, що воно сказало, що Степан Бандера — нацистський прихвостень».

### Звинувачення спортсменів
У 2021 році Ірина Фаріон та Лариса Ніцой назвали «московитом» українського футболіста Артема Довбика, який спілкувався російською в ході післяматчевої пресконференції на «Євро-2020». Згодом Довбик таки перейшов на українську. В серпні 2021 року Фаріон розкритикувала легкоатлетку Ярославу Магучіх, бронзову призерку Олімпійських ігор, за обійми та спільне фото з російською спортсменкою. У листопаді 2021 року поліція відкрила кримінальне провадження проти Ніцой та Фаріон із звинуваченням в образі українських спортсменів, проте до суду справа не дійшла.

### Висловлювання про мешканців Сходу України
2019 року Фаріон заявила, що російськомовне населення Сходу України є «авторами війни», оскільки якби «не було би отих москворотих, не мав би кого Путін захищати».
26 січня 2023 року в інтерв'ю вчергове заявила про причиново-наслідковий зв'язок та «кармічність» подій у Маріуполі та відповідальність за голосування на виборах. ГПУ направила заяву про можливе порушення закону щодо заперечення російської агресії до прокуратури Львівської області, а та — до СБУ Львівської області з дорученням про початок досудового розслідування.

### Звинувачення зросійщених військовиків «Азову»
5 листопада 2023 року на запитання журналістки Яніни Соколової заявила, що «не існує російськомовного населення, є українці, а є кацапи». На зустрічне запитання щодо російськомовних військовиків, зокрема бійців «Азову», розкритикувала їх та назвала це порушенням статті 29 Закону «Про Збройні сили України» (згодом у блозі на Українській правді просила вибачення, що переплутала її зі статтею 13, яка стверджує те саме з іншою цифрою). Також вона сказала, що не може вважати російськомовних військових українцями:
|  | Я не можу назвати їх українцями. Якщо вони не говорять українською мовою — то нехай себе назвуть «рускімі». Що їм заважає? Чому вони такі очманілі? Вони такі великі патріоти — покажи свій патріотизм, вивчи мову Тараса Григоровича Шевченка […] Ну шо це за бздура — воювати в українській армії і говорити російською мовою? |

Після цих заяв її сторінку у Facebook заблокували, а самі заяви викликали обурення в суспільстві. Пізніше вона написала, що «воювати за Україну — це не заслуга, а обов'язок», а також назвала «москворотими биками» військовослужбовців, які не дотримуються вимог щодо використання державної мови у ЗСУ.
Висловлювання Фаріон засудили начальник штабу батальйону «Азов» Богдан Кротевич, екскомандир полку «Азов» Максим Жорін та інші відомі особи, реакції правоохоронних органів зажадали депутат Єгор Чернєв. та Уповноважений з прав людини Дмитро Лубінець. Служба безпеки України 15 листопада 2023 року зініціювала психолого-лінгвістичну експертизу висловлювань Ірини Фаріон та розпочала кримінальне провадження за статтями 161, 435-1, 163 та 182. Однак, справу не довели до суду. 16 листопада 2023 року Національна рада з питань телебачення та радіомовлення призначила позапланову перевірку «5 каналу» через трансляцію програми «Рандеву з Яніною Соколовою», де гостею була Ірина Фаріон, також без критичних рішень для телеканалу.
Керівництво Львівського політехнічного університету вирішило звільнити Ірину Фаріон з університету, проте це рішення оскаржили в суді й згодом суд постановив поновити її на посаді професора й стягнути з університету гроші за вимушений прогул. Ірину Фаріон підтримали журналіст Остап Дроздов, дитяча письменниця Лариса Ніцой, молодший сержант 5-го окремого штурмового полку ЗСУ, заступник голови ВО «Свобода» з питань політичної освіти Юрій «Мамай» Сиротюк, Дмитро Корчинський та колишній президент України Віктор Ющенко.

### Публікація листа кримського студента
8 листопада 2023 року Фаріон опублікувала кілька листів підтримки від українців. Серед них був лист від Максима Глєбова, який представився студентом із тимчасово окупованого Сімферополя. У коментарях Фаріон попросили приховати персональні дані хлопця, але вона відмовилася. За кілька днів представники окупаційної влади затримали хлопця та змусили перепросити на камеру. Сама Фаріон не визнала провини та назвала це провокацією, а потім заявила, що студент сам винний, що не приховав ім'я та не попросив цього зробити.
Представниця президента в АР Крим Таміла Ташева назвала дії Фаріон ницістю та пообіцяла притягнення до відповідальності. Безвідповідальною або злочинною поведінкою також назвали вчинок один із командирів 3-ї ОШБр Дмитро Кухарчук, головна редакторка УП Севгіль Мусаєва, журналістки Тетяна Даниленко та Ірина Андрейців, військовослужбовиця Ярина Чорногуз, правозахисниця Лариса Денисенко та інші.

## Нагороди та визнання
- 2001 — Почесна грамота імені президента НТШ Михайла Грушевського від Управи Наукового Товариства імені Шевченка в Америці («за невтомну академічну діяльність у галузі українознавства»).
- 2004 — Міжнародна премія Ліги українських меценатів імені Олекси Гірника (за національно-патріотичне виховання молоді).
- 2008 — Всеукраїнська премія імені Бориса Грінченка[136].
- 2010 — грамота від УПЦ КП (за наукову діяльність, зокрема за монографію «Отець Маркіян Шашкевич — український мовотворець»)[137].
- 2012 — відзнака від Галицького районного об'єднання м. Львова ВУТ «Просвіта» ім. Т. Г. Шевченка (за створення проєкту «Від книги до мети» та книжку «Отець Маркіян ‒ український мовотворець»)[138]
- 2013 — Міжнародна премія Ліги українських меценатів імені Дмитра Нитченка («За несхибну позицію в житті, за бійцівські якості й за чин», за «Від книги до мети»)[139]
- 19 червня 2014 — Почесна грамота Верховної Ради України (за вагомий внесок у розвиток вітчизняної освіти, удосконалення сучасної нормативно-правової бази освіти і науки; розпорядження № 362 від 19 червня 2014).
- 2016 — Премія імені Івана Огієнка (за наукові досягнення; монографія «Суспільний статус староукраїнської (руської) мови у XIV — XVII ст.: мовна свідомість, мовна дійсність, мовна перспектива», 2015).
- 2021 — «Інноваційне видання» на Всеукраїнському конкурсі наукових та навчальних видань від СНАУ (за п'яте видання «Мова: краса і сила»).[140]
- 2021 — Обласна премія для працівників наукових установ та закладів вищої освіти від Львівської ОДА[141].
- вересень 2022 — «Почесна грамота за особливі заслуги» від Львівської політехніки[142].
- 10 жовтня 2022 — «За заслуги перед Тернопільщиною» імені Ярослава Стецька від Тернопільської обласної ради[143]
- 2023 — «Будівничий української освіти» від асоціації керівників закладів освіти «Відроджені гімназії»[144]
- 2023 — Всеукраїнська премія ім. Бориса Грінченка (за просвітницьку діяльність)[145].
- 22 жовтня 2024 — «Хрест громадянських заслуг» від Всеукраїнського об'єднання громадян «Країна» (посмертно)[146]
- 13 грудня 2024 — «Сила Впливу» (посмертно)[147]

Наукове відзначення
- 2019 — Всеукраїнська студентська науково-практична конференція та збірник «Українська мова в просторі й часі» на пошану доктора філологічних наук, професора Ірини Фаріон[148]

## Вшанування пам'яті
Топоніміка
На честь Ірини Фаріон перейменовано вулицю Гвардійську в Івано-Франківську (2 серпня 2024), та вулицю Технічну у Львові (28 листопада 2024).
Філателія
На дев'ятий день після смерті на замовлення близьких «Укрпошта» виготовила неофіційну авторську марку й конверт. Пізніше марка накладом у 250 тис. стала доступною для купівлі лише в київській дільниці «Власна марка».
Пам'ятки
Меморіальні таблиці Ірині Фаріон відкрили у Львові на фасаді будинку по вулиці Масарика, 3, де мешкала мовознавиця (27 серпня 2024), та на фасаді Львівської спеціалізованої середньої загальноосвітньої школи № 75 імені Лесі Українки (нині — Ліцей № 75 імені Лесі Українки Львівської міської ради), де вона навчалася (25 вересня 2024).

### Монографії та основні праці
- Українські прізвищеві назви Прикарпатської Львівщини наприкінці XVIII — початку XIX століття (з етимологічним словником) / НАН України; Інститут народознавства. Л.: Літопис, 2001. 371 с. ISBN 966-7007-30-2.
- Антропонімійна система Верхньої Наддністрянщини кінця XVIII — початку XIX ст. (прізвищеві назви): Дис… канд. філол. наук: 10.02.01 / Львівський держ. ун-т ім. І.Франка. Львів, 1996. 237 л. + додат. 213 л.
- Правопис — корсет мови?: Український правопис як культурно-політичний вибір. Л.: Монастир Свято-Іванівська Лавра; Видавничий відділ «Свічадо», 2004. 115 с. ISBN 966-561-328-6
- Мова — краса і сила: Суспільно-креативна роль української мови в ХІ — середині XIX ст. Л.: Видавництво Національного ун-ту «Львівська політехніка», 2007. 168 с. ISBN 978-966-553-586-7
- Отець Маркіян Шашкевич — український мовотворець. Лінгвістичний феномен на тлі світового романтизму. Л.: Свічадо, 2007. 136 с. ISBN 978-966-395-121-8
- Степан Бандера — практик, теоретик, містик націоналістичного руху. Лекція Ірини Фаріон з нагоди столітнього ювілею Провідника. — Івано-Франківськ: Місто НВ, 2009. 32 с. + компакт-диск. ISBN 978-966-428-123-9
- Мовна норма: знищення, пошук, віднова. Івано-Франківськ: Місто НВ, 2010. 336 с. + компакт-диск. ISBN 978-966-428-138-3
- Афоризми та сентенції Юрія Іллєнка Криниця для спраглих / Автор ідеї, укладач та літературний редактор Ірина Фаріон. Співтворці укладання Людмила Іллєнко, Пилип Іллєнко, Андрій Іллєнко. — Івано-Франківськ: Місто НВ, 2010. — 160 с. — ISBN 978-966-428-169-7
- Суспільний статус староукраїнської (руської) мови у ХIV—ХVII століттях: мовна свідомість, мовна дійсність, мовна перспектива. Л.: Видавництво Національного ун-ту «Львівська політехніка», 2015. 656 с. ISBN 978-617-607-718-3
- Мовний портрет Івана Пулюя (за листами мислителя). Львів: Видавництво Львівської політехніки, 2017. 215 с. ISBN 978-966-941-076-4
- Мовна норма: пошук істини. Посібник. Івано-Франківськ: Місто НВ, 2017. 255 с. ISBN 978-966-428-517-6[156]

### Монографії в співавторстві
- Slovo v kultuře a kultura ve slově: Kolektivni monografie / prof. Alla Arkhanhelska, DrSc. Vydala a vytiskla Univerzita Palackého v Olomouci, 2014. S. 215—229
- Українознавство в персоналіях — у системі вищої медичної освіти. Монографія. Книга третя. Івано-Франківськ, 2019. С. 316—335. ISBN 978-966-428-498-8
- Український науковий термін: діахронний контекст. Монографія. Львів: Галицька Видавнича Спілка, 2019. С. 50–71. ISBN 978-617-7809-05-9
- Українська реальність крізь призму терміна: монографія. Львів: Видавництво Львівської політехніки, 2019. С. 47–93. ISBN 978-966-941-414-4
- Термінологічна актуалізація української мовної дійсности: монографія / Львів: Галицька Видавнича Спілка, 2020. С. 5-59. ISBN 978-617-7809-53-0
- Українознавство в персоналіях — у системі вищої медичної освіти. Монографія. Книга п'ята. Івано-Франківськ, 2022, С. 185—215
- Полігранна філологія без кордонів: колективна монографія. Харків: Видавництво Іванченка І. С., 2022, С. 127—141
- Wrocławska Ukrainistyka. Lingua — Litterae — Sermo: колективна монографія. Wrocław: Oficyna Wydawnicza Atut — Wrocławskie Wydawnictwo Oświatwe, 2022. С. 79–90
- Мовознавча комісія НТШ. З історії людей та ідей. Львів: Видавництво Львівської політехніки, 2023[157]
- Ірина Фаріон, Галина Помилуйко-Недашківська, Анна Бордовська. Англізми і протианглізми: 100 історій слів у соціоконтексті. — Львів : «Свічадо», 2023. — 714 с. — ISBN 978-966-938-717-2.[158]
- Науковий доробок В. В. Німчука і формування сучасних історико-лінгвістичних знань: колективна монографія за матеріалами конференції. — Ужгород: ФОП Сабов А. М., 2025. — С. 28–44. ISBN 978-617-8127-56-5[159]

### Дотичні та видані за наукової редакції
- Петро Билина. Війна кличе. Стань переможцем! Нотатки на полях російсько-української війни. Автор передмови і редактор: Ірина Фаріон. Київ: Український пріоритет, 2017. 168 с.
- Проблеми української термінології: зб. наук. пр. учасників XV Міжнар. наук. конф. «Проблеми укр. термінології СловоСвіт 2018», м. Львів, 4—6 жовт. 2018 р. — Львів: Видавництво Львівської політехніки, 2018. — 83 с. — ISBN 978-966-941-210-2
- Добірка студій професора Михайла Худаша: історична ономастика, мовні портрети, спогади. За науковою редакцією І. Д. Фаріон. Львів: Видавництво Львівська політехніка, 2019. 440 с. ISBN 978-966-941-336-9.
- Наука своєю мовою — нездоланна твердиня. Збірник матеріялів відкритих Пулюївських читань / науковий редактор: І. Д. Фаріон. Львів: Видавництво Львівської політехніки, 2019. 215 с. ISBN 978-966-941-300-0.
- Фаріон Ірина Дмитрівна: Біобібліографічний показник: / Упор. О. Микитюк, Л. Харчук, І. Ментинська. Львів: Видавництво Львівської політехніки, 2019. 168 с. ISBN 978-966-941-319-2.
- Щастя бути сильним. Афоризми та сентенції Дмитра Донцова. Автор ідеї та укладач: Оксана Микитюк. Науковий консультант: Ірина Фаріон. Львів: Видавництво Львівської політехніки, 2021. 392 с.
- Проблеми української термінології: зб. наук. праць учасників XVII Наук. онлайн-конф. СловоСвіт 2022, 6–8 жовт. 2022 р. / Головний редактор: Ірина Фаріон. — Львів: Видавництво Львівської політехніки, 2022. ISBN 978-966-941-755-8[160]

## Медійна діяльність

### Фільмографія
| Фільми      | Фільми                                         | Фільми     | Фільми       |
| Рік         | Назва                                          | Роль       | Режисер      |
| ----------- | ---------------------------------------------- | ---------- | ------------ |
| 2022        | «Ірина Фаріон: Діва українського націоналізму» | самої себе | Юрій Двіжон  |
| Телебачення |                                                |            |              |
| Рік         | Назва                                          | Телеканал  | Примітки     |
| 2013-2019   | «Велич особистості»                            | Рада       | 160 епізодів |
| 2019-2024   | «Ген українців»                                | NТА        | 135 епізодів |
| Відеокліпи  |                                                |            |              |
| Рік         | Назва                                          | Роль       | Виконавець   |
| 2023        | «Сила роду»                                    | камео      | SLAVIA       |

### Інші медійні проєкти
- 2013—2024 — Авторський блог на «Українській правді» (станом на травень 2024 року — 294 блоги; частина блогів дублює статті Фаріон із друкованих медія, два блоги за 19 травня 2024 року відрізняються лише заголовками)[164]
- 2022 — Проєкти «ПротиАнглізм» (68 відео), «ПолітОгляд» та «Курси з культури української мови» (понад 60 лекцій) на авторських YouTube-каналах Iryna Farion[165][166]